# Weesby
Weesby (tiếng Đan Mạch: Vesby) là một đô thị thuộc huyện Schleswig-Flensburg, trong bang Schleswig-Holstein, nước Đức. Đô thị Weesby có diện tích 21,45 km², dân số thời điểm 31 tháng 12 năm 2006 là 474 người.